# Виноделие в Чили
Виноделие в Чили — винодельческая промышленность южноамериканской страны Чили. Чилийские вина относят к винам Нового света.
У Чили довольно длинная история виноградарства для своего региона. Она начинается в ΧVI веке во время колонизации Америки испанскими конкистадорами, которые привезли с собой лозу Vitis vinifera. В середине XIX века были привезены такие сорта французского винограда как Каберне-совиньон, Мерло, Карменер и Каберне-фран. 
В конце XIX века виноделие превратилось из кустарного промысла в крупную отрасль промышленности. Оно стало источником вдохновения для писателей, певцов и других национальных деятелей искусства и является частью чилийской культуры и наследия. Современное виноделие началось в 1980-х с началом использования для выдержки вина барриков и ёмкостей из нержавеющей стали для ферментации. В течение десяти лет с 1995 по 2005 количество виноделен возросло с 12 до 70. Как следствие вместе с ростом винной продукции произошёл рост экспорта.
Одним из главных факторов, повлиявших на рост рынка винной продукции, является тот факт, что на протяжении конца XX века многие французские семьи иммигрировали в Чили. Французы привили и распространили винную культуру и эстетический вкус среди местных чилийцев, расширив их знания в мире вина.
По объёму экспортируемой винной продукции Чили занимает пятое место в мире, и девятое по объёму производимого вина. Климат описывается как средний между Калифорнией и Францией. Наиболее распространёнными сортами винограда являются Каберне совиньон, Мерло и Карменер. Чили удалось избежать филлоксеры, а это означает, что чилийские виноградники не нуждаются в прививке.

## Климат и география
На карте Чили имеет длинную узкую форму. На климат влияют Анды на востоке страны и Тихий океан на западе. Виноградники располагаются на протяжённости более 1200 км от региона Атакама до Био-Био. Климат в северных регионах сухой и жаркий по сравнению с прохладным и влажным климатом на юге.
В Центральной долине в окрестностях Сантьяго климат сухой, с 38 мм осадков и невысоким риском инея в весенний период. Близость Андов влияет на суточные колебания температуры, создавая относительно большую разницу температур днём и ночью, поддерживая уровень кислотности в ягодах.
Развитые винодельческие регионы используют орошение. Для снабжения виноградников водой ирригационные системы берут талую воду из снежных шапок в Андах. В развивающихся регионах на юге нет недостатка в осадках, тем не менее владельцам виноградников приходится учитывать ряд других факторов, таких как Перуанское течение в Тихом океане, которое может накрыть виноградник холодным воздухом.

## История
Лозы европейского винограда культурного были привезены в Чили испанскими конкистадорами и миссионерами в XVI веке около 1554. Местная легенда гласит, что конкистадор Франсиско де Агирре сам посадил первые виноградные лозы. Лозы скорее всего были взяты из созданных испанцами виноградников, посаженных в Перу, которые включали «обыкновенный чёрный виноград», который Эрнан Кортес привез в Мексику в 1520 году. Этот сорт стал родоначальником винограда Pais — наиболее широко распространённым сортом винограда в Чили вплоть до XXI века. Иезуитские священники культивировали эти ранние виноградники, используя вино для празднования Евхаристии. Согласно чилийскому историку конца XVI века Алонсо де Овалье, повсеместно были распространены такие сорта винограда как «обычный чёрный виноград», Мускатель, Torontel, Albilho и Моллар.

## Закон о виноделии
Закон, определяющий границы винодельческих регионов, требования к составу, качеству и маркирове был принят в 1995 году. Система, носит название Denominaciones de Origen (DO) и описывает четыре уровня:
1. Регионы — самые крупные, в основном повторяют административное деление страны в направлении «север-юг», разделены на подрегионы
  - Атакама (Atacama)
  - Кокимбо (Coquimbo)
  - Аконкагуа (Aconcagua)
  - Центральная Долина (Central Valley)
  - Южный (Southern)
  - Астраль (Austral)
2. Подрегионы — обычно носят названия рек, текущих с востока на запад, наиболее часто встречающиеся названия на этикетках, разделены на более мелкие зоны
3. Зоны — могут быть разделены на области
4. Области — самые мелкие

В 2011 году добавилось деление в направлении «запад-восток»: Побережье (Costa), Межьгорье (Entre Cordilleras), Анды (Andes). Такое уточняющее деление связано с тем, что в большинстве винодельческих регионов, климат и почва менятся от высокогорья за востоке (Анды), далее через долину к берегу океана, что отражается на качестве, вкусе и цене вина. На винной этикетке можно встретить как просто Maipo, так и Maipo Andes.
Для того, чтобы иметь право указать имя региона (любого уровня), вино должно быть изготовлено как минимум из 75 % винограда, выращенного в этом регионе. Если же вино предназначено для экспорта в Европейский Союз (ЕС), то — не менее 85 %. Так же, чтобы указать название сорта винограда, его должно быть в вине не менее 75 % (85 % — для экспорта в ЕС). При этом, мининимальное содержимое алкоголя должно быть не менее 11,5 %.

Виноделы могут указывать на этикетке дополнительные термины для указания качества вина:
- Superior — используется на усмотрение винодела
- Reserva или Reserva Especial — минимальное количество алкоголя 12 %
- Reserva Privada или Gran Reserva — минимальное количество алкоголя 12,5 %, красные вина выдержаны в дубе не менее 6 месяцев